# سامبوکا پیستویزه
سامبوکا پیستویزه (به ایتالیایی: Sambuca Pistoiese) یک کومونه در ایتالیا است که در استان پیستویا واقع شده‌است.

## خصوصیات
سامبوکا پیستویزه ۷۷ کیلومترمربع مساحت و ۱٬۶۰۴ نفر جمعیت دارد و ۵۰۴ متر بالاتر از سطح دریا واقع شده‌است.

## خواهرخوانده
شهر امگالا خواهرخواندهٔ سامبوکا پیستویزه هست.